# 天空のレストラン
『天空のレストラン』（てんくうのレストラン）は、メディアファクトリー（後のKADOKAWA）より2000年11月16日に発売されたPlayStation用ゲームソフト。2002年1月24日にPS one Books版が発売。内容は食をテーマとしたコンピュータボードゲーム。
2001年3月1日に発売されたハロー!プロジェクトとのタイアップ版である『天空のレストラン ハロープロジェクトヴァージョン』についても本項で扱う。

## 概要
2個のサイコロを振って、止まったマスで食材を集め、料理を完成させながら、お金をためていく戦略ボードゲーム。和食・洋食・中華・フランス・イタリア・エスニック・カレー・ラーメン・そばの計9つのジャンルで多くの料理を作り、ギャルソンに持たせて配置する。ギャルソンのいるマスに止まると、そのマスで提供される食事をすることでお食事代を払い、最終的に総資産が一番だったプレイヤーが勝ちとなる。
サイコロは6面体で1～5と★で構成されている。★は単独だと0扱いだが、★のぞろ目が出た場合は「どこでもワープ」となり好きなマスに移動できる。★以外のぞろ目ならもう1回手番が続く。ただし3回連続でぞろ目の場合、その時点で手番は強制終了となった上、スタートに飛ばされる。
通常のマスには海・山・街・森・川・畑・港・市場と8種類の地形があり、その地形に応じた食材が手に入る。これを自分のシェフの鍋に入れるか、他のプレイヤーの鍋に押し付けるかできる（「リーチ」（あと1つ食材が入ると完成）の鍋には自分以外入れられない）。
通常のマスは魔法（MPを消費）によって、その手番のみ任意の地形に変更できる（市場に変更する魔法は無い。また、イベントスポットは変更できない）
シェフにはそれぞれレパートリーがあり、同じ食材をもらっても作れる料理と作れない料理がある。また、ゲームスタートから全体で10皿完成するまでは1500Gの料理までしか作れない。全体で10皿完成して次に自分のターンが回ってきたときに「シェフの目覚め」となりそれぞれのレパートリーが全て解禁される。
イベントスポットの一種に「アイテムショップ」があり、お食事代をアップする「装備品」を売るジョニーの店と「バトルアイテム」を売っているマダムブーの店がある。両方の店ともMPを回復するアイテムも売っている。
イベントカードには過去・現在・未来の3つのカテゴリーがあり、それぞれ12枚ずつある。これらがランダムに混じった2つの山札から好きな方を引く。
完成した料理はギャルソンに持たせて好きなマスに配置する。（1つのマスには1人しか配置できない）そのサービス範囲に止まったプレイヤーはお食事代を払うことになる。お食事代をもらうことでギャルソンは経験値を獲得し、レベルがアップしていく。レベルがアップすると複数の料理を持てたり、利き手の方にサービス範囲が広がったりする。自分が雇っているギャルソンのサービス範囲が重なった場合はそのお食事代が合算される。他のプレイヤーのギャルソンと重なった場合は「バトル」を行い、負けた方が立ち退きとなる。
バトルはそのギャルソンのお食事代をHPとし、HPの平方根+13を攻撃力とする。攻撃はサイコロを2個ふり、攻撃力×出た目の合計だけ相手のHPを削る。ぞろ目が出た場合はさらに1.5倍される（例:5のぞろ目なら攻撃力×15）★については1個だけなら「スカ」となって攻撃失敗となるが、★のぞろ目なら「クリティカル」となり攻撃力×30のダメージを与える。先にHPが0になった方が負け。立ち退きとなった場合そのギャルソンは解雇され料理は強制換金される。（装備品はプレイヤーに戻される）逆に、勝ったギャルソンは経験値を獲得する。
マップにはマスの間に時計が立っている所が3ヶ所あり、その内1ヶ所に王様が立っている。時計の前をプレイヤーが通過するごとにゲーム内時間が5分経過する。ゲームは通常10:00からスタート（設定を変更することも可能）し、17:00になるとゲームセット。王様の前を通過すると「サラリー」がもらえる。（16:00になると王様はいなくなる）また、お食事代が払えない時は料理や装備品を売却することになり、持ってる料理をすべて売却されるとそのギャルソンは解雇となる。何もかも売却しても払えなければ「破産」となり即ゲームセット。
最終的に最も高い料理を作ったプレイヤーに10000G、2番目に高い料理を作ったプレイヤーに3000Gのボーナス。同様に最も高いお食事代のマスを作ったプレイヤーと2番目に高いお食事代のマスを作ったプレイヤーにもボーナスが与えられる。これらのボーナスに手持ちの現金・料理・装備品を合わせた総資産で順位が決まる。
ギャルソンのキャラクターデザインについてはオリジナル版は歴史上の偉人をモチーフとし、『ハロープロジェクトバージョン』では「モーニング娘。」「平家みちよ」「カントリー娘。」「ココナッツ娘。」「メロン記念日」「前田有紀」「シェキドル」といった、ハロープロジェクトメンバー24人がギャルソン役で登場。メンバー全員のボイスを収録し、イベントなど様々なシチュエーションに応じて100近いセリフを喋ってくれる。（利き手はゲームの設定上、実際の本人と異なる場合がある）
BGMには、ハロープロジェクトのヒットナンバー13曲をオリジナルアレンジしたものが使われている。また、歌のイメージに合わせて作成された新規MAP4面を収録。ハロープロジェクトならではのクイズイベントなどが搭載されているほか、ギャルソンを神様のレベルまで育成すれば、「娘。図鑑!」モードで「ファン向けの特別メッセージ」を聴くことができる。

## スタッフ
- ゲームデザイン：宮岡寛、折尾一則、柳澤健二
- プログラマー：隠岐孝浩
- キャラクターデザイン：荒井清和
- 食材デザイン：秋山徹郎
- サウンド：門倉聡
- プロデューサー：塩崎剛三
- ディレクター：久保田稔

## 天空のレストラン
登場キャラクター数は全67種、収録マップ数は全6種。

### プレイヤーキャラクター
少年
少女
サル
ロボット
カッパ

### ＡＩキャラクター
安岡旬之介（やすおかしゅんのすけ）
42才。評論家。イヤミなグルメ評論家。ひとにジャマされるのが大嫌いで、必ず仕返ししてくるイヤミなヤツ。
宮本てっぺい（みやもとてっぺい）
19才。学生。いつも腹ペコの大食いヤセ男。安くていいからとにかくたくさん料理を作りたいと思っている。
後藤ももよ（ごとうももよ）
22才。OL。ミーハー丸出しなOL一年生。趣味は食べ歩き。倹約家で、あまり無駄な買い物はしない。
アミーゴ（あみーご）
7才。オス猫。サカナ料理が大好きなオス猫。肉料理やイナゴも好物。座右の銘「花よりにゃんこ」。
宇宙人エピバラ（うちゅうじんえぴばら）
4096才。宇宙人。遠い星から料理修行にやってきたナゾの宇宙人。へんてこな料理が大好き。

### シェフ
舩森七三郎（ふなもりしちさぶろう）
東京・築地の一流日本料理店につとめる、職人ハダの江戸っ子板前。
- とくい：和食、そば
- にがて：西洋料理全般

笠井太郎（かさいたろう）
熱海のホテルの料理長をつとめる、フランス帰りの若きエリートシェフ。
- とくい：フランス料理
- にがて：中華料理

ポンチャイ（ぽんちゃい）
東京・新大久保の無国籍料理店の店主。世界の珍しい料理を安く提供するのが身上。
- とくい：エスニック
- にがて：和食、そば

ヤナケアーノ（やなけあーの）
根っから陽気な大阪在住のイタリア人。南仏、エスニック、中華料理などもけっこう得意。
- とくい：イタリア
- にがて：そば、和食

周万福（しゅうまんぷく）
横浜中華街出身で、いまは東京にお店を構える中華料理の達人。ちょっときむずかしい。
- とくい：中華
- にがて：フランス料理

服部ゆきこ（はっとりゆきこ）
埼玉県のお料理学校の校長先生。広く浅い知識が魅力だが、あまり高級な料理は作れない。
- とくい：特になし
- にがて：特になし

### ギャルソン
ツタンカーメン
- 利き手[1]：左持ち
- 弱点料理[2]：おかゆ

牛若丸
- 利き手：左持ち
- 弱点料理：刺身料理

越前谷
- 利き手：左持ち
- 弱点料理：成り金盛り

織田信長
- 利き手：左持ち
- 弱点料理：伊勢エビを使った料理

カメハメハ大王
- 利き手：右持ち
- 弱点料理：カナッペ料理

サラディン
- 利き手：右持ち
- 弱点料理：黄身焼き料理

三蔵法師
- 利き手：右持ち
- 弱点料理：冷し中華

シェイクスピア
- 利き手：右持ち
- 弱点料理：米を使った料理

ジェロニモ
- 利き手：右持ち
- 弱点料理：どんぶり料理

始皇帝
- 利き手：左持ち
- 弱点料理：烏骨鶏の卵を使った料理

千利休
- 利き手：右持ち
- 弱点料理：豆腐を使った料理

孫悟空
- 利き手：左持ち
- 弱点料理：チャーハン料理

太宰治
- 利き手：右持ち
- 弱点料理：コイを使った料理

那須与一
- 利き手：左持ち
- 弱点料理：ナスを使った料理

ナポレオン
- 利き手：右持ち
- 弱点料理：ワインを使った料理

ネロ
- 利き手：右持ち
- 弱点料理：イカスミを使った料理

服部半蔵
- 利き手：左持ち
- 弱点料理：油揚げを使った料理

光源氏
- 利き手：右持ち
- 弱点料理：味噌を使った料理

フランケン
- 利き手：右持ち
- 弱点料理：ステーキ料理

ベートーベン
- 利き手：左持ち
- 弱点料理：オムレツ料理

北京原人
- 利き手：右持ち
- 弱点料理：カエルを使った料理

ホメロス
- 利き手：左持ち
- 弱点料理：レモンを使った料理

世之介
- 利き手：右持ち
- 弱点料理：ドジョウを使った料理

雷電
- 利き手：右持ち
- 弱点料理：鍋料理

ロミオ
- 利き手：左持ち
- 弱点料理：バターを使った料理

アナスタア
- 利き手：左持ち
- 弱点料理：パンを使った料理

アリス・リデル
- 利き手：左持ち
- 弱点料理：ハンバーガー

阿国
- 利き手：右持ち
- 弱点料理：かまぼこを使った料理

小野小町
- 利き手：左持ち
- 弱点料理：アワビしゃぶしゃぶ

かぐや姫
- 利き手：右持ち
- 弱点料理：タケノコを使った料理

くの一 かえで
- 利き手：右持ち
- 弱点料理：そばを使った料理

虞美人
- 利き手：左持ち
- 弱点料理：ラーメン料理

クレオパトラ
- 利き手：左持ち
- 弱点料理：いちばん高い料理

駒子
- 利き手：左持ち
- 弱点料理：いちばん安い料理

サロメ
- 利き手：左持ち
- 弱点料理：スープ料理

シェリー夫人
- 利き手：右持ち
- 弱点料理：餃子・シュウマイ料理

静御前
- 利き手：右持ち
- 弱点料理：にんじんを使った料理

ジャンヌダルク
- 利き手：右持ち
- 弱点料理：ピザ生地を使った料理

ジュリエット
- 利き手：右持ち
- 弱点料理：サラダ料理

西太后
- 利き手：左持ち
- 弱点料理：北京ダック

千姫
- 利き手：右持ち
- 弱点料理：にぎり寿司

蝶々夫人
- 利き手：左持ち
- 弱点料理：まつたけを使った料理

ねね
- 利き手：右持ち
- 弱点料理：ウニを使った料理

卑弥呼
- 利き手：右持ち
- 弱点料理：大トロを使った料理

北条政子
- 利き手：右持ち
- 弱点料理：お新香

マタ・ハリ
- 利き手：左持ち
- 弱点料理：オイスターソースを使った料理

紫式部
- 利き手：右持ち
- 弱点料理：茶碗蒸し料理

夕顔
- 利き手：左持ち
- 弱点料理：汁物料理

楊貴妃
- 利き手：左持ち
- 弱点料理：松坂牛を使った料理

ルクレチア・Ｂ
- 利き手：右持ち
- 弱点料理：ミックスグリル

### 収録マップ
第1面：アロマガーデン
初心者向けだが逃げ場のないシビアなコース
- 総マス数：30・分岐なし
- 所持金：3000G
- 給料：3000G

第2面：デリシャスビーチ
イベントマス満載でいろんな戦略が取れるコース
- 総マス数：51・分岐あり
- 所持金：5000G
- 給料：3000G

第3面：サンクチュアリ
2つの長い食材マスが終盤にはバトル頻発の戦場に！
- 総マス数：47・分岐なし
- 所持金：5000G
- 給料：5000G

第4面：妖精のテラス
妖精が15分おきにマスを変化させる！
- 総マス数：42・分岐なし
- 所持金：5000G
- 給料：5000G

第5面：スピリットロード
一本道の往復でマスの成長が早いバトル必死のコース
- 総マス数：35・分岐なし
- 所持金：5000G
- 給料：5000G

第6面：ヴァルハラ宮殿
キャンペーンモードクリア後に現れる最終コース
中央役物一線マス周辺が勝利の鍵を握る
- 総マス数：52・分岐あり
- 所持金：7000G
- 給料：5000G

## 天空のレストラン ハロープロジェクトヴァージョン
登場キャラクター数は全40種、収録マップ数は全4種。

### プレイヤーキャラクター
少年
少女
サル
ロボット
カッパ

### AIキャラクター
安岡旬之介（やすおかしゅんのすけ）
42才。評論家。イヤミなグルメ評論家。ひとにジャマされるのが大嫌いで、必ず仕返ししてくるイヤミなヤツ。
宮本てっぺい（みやもとてっぺい）
19才。学生。いつも腹ペコの大食いヤセ男。安くていいからとにかくたくさん料理を作りたいと思っている。
後藤ももよ（ごとうももよ）
22才。OL。ミーハー丸出しなOL一年生。趣味は食べ歩き。倹約家で、あまり無駄な買い物はしない。
アミーゴ（あみーご）
7才。オス猫。サカナ料理が大好きなオス猫。肉料理やイナゴも好物。座右の銘「花よりにゃんこ」。
宇宙人エピバラ（うちゅうじんえぴばら）
4096才。宇宙人。遠い星から料理修行にやってきたナゾの宇宙人。へんてこな料理が大好き。

### シェフ
舩森七三郎（ふなもりしちさぶろう）
東京・築地の一流日本料理店につとめる、職人ハダの江戸っ子板前。
- とくい：和食、そば
- にがて：西洋料理全般

笠井太郎（かさいたろう）
熱海のホテルの料理長をつとめる、フランス帰りの若きエリートシェフ。
- とくい：フランス料理
- にがて：中華料理

ポンチャイ（ぽんちゃい）
東京・新大久保の無国籍料理店の店主。世界の珍しい料理を安く提供するのが身上。
- とくい：エスニック
- にがて：和食、そば

ヤナケアーノ（やなけあーの）
根っから陽気な大阪在住のイタリア人。南仏、エスニック、中華料理などもけっこう得意。
- とくい：イタリア
- にがて：そば、和食

周万福（しゅうまんぷく）
横浜中華街出身で、いまは東京にお店を構える中華料理の達人。ちょっときむずかしい。
- とくい：中華
- にがて：フランス料理

服部ゆきこ（はっとりゆきこ）
埼玉県のお料理学校の校長先生。広く浅い知識が魅力だが、あまり高級な料理は作れない。
- とくい：特になし
- にがて：特になし

### ギャルソン
中澤裕子
- 利き手：右持ち
- 弱点料理：鍋料理
- ユニットボーナス[3]：モーニング娘。

飯田圭織
- 利き手：右持ち
- 弱点料理：餃子・シウマイ料理
- ユニットボーナス：モーニング娘。・タンポポ

安倍なつみ
- 利き手：右持ち
- 弱点料理：伊勢海老を使った料理
- ユニットボーナス：モーニング娘。

保田圭
- 利き手：右持ち
- 弱点料理：シャケを使った料理
- ユニットボーナス：モーニング娘。・プッチモニ

矢口真里
- 利き手：左持ち
- 弱点料理：パンを使った料理
- ユニットボーナス：モーニング娘。・タンポポ・ミニモニ

後藤真希
- 利き手：右持ち
- 弱点料理：オムレツ料理
- ユニットボーナス：モーニング娘。・プッチモニ

石川梨華
- 利き手：右持ち
- 弱点料理：松坂牛を使った料理
- ユニットボーナス：モーニング娘。・タンポポ

吉澤ひとみ
- 利き手：右持ち
- 弱点料理：味噌を使った料理
- ユニットボーナス：モーニング娘。・プッチモニ

辻希美
- 利き手：右持ち
- 弱点料理：ハンバーガー
- ユニットボーナス：モーニング娘。・ミニモニ

加護亜依
- 利き手：右持ち
- 弱点料理：刺身料理
- ユニットボーナス：モーニング娘。・タンポポ・ミニモニ

平家みちよ
- 利き手：右持ち
- 弱点料理：かにを使った料理

りんね
- 利き手：右持ち
- 弱点料理：うどんを使った料理
- ユニットボーナス：カントリー娘。

アヤカ
- ユニットボーナス：カントリー娘。

あさみ
- 利き手：左持ち
- 弱点料理：ラーメン料理
- 利き手：左持ち
- 弱点料理：ピザ生地を使った料理
- ユニットボーナス：ココナッツ娘。

ミカ
- 利き手：左持ち
- 弱点料理：トリュフを使った料理
- ユニットボーナス：ココナッツ娘。・ミニモニ

ダニエル
- 利き手：左持ち
- 弱点料理：ワインを使った料理
- ユニットボーナス：ココナッツ娘。

レフア
- 利き手：左持ち
- 弱点料理：ミックスグリル
- ユニットボーナス：ココナッツ娘。

村田めぐみ
- 利き手：右持ち
- 弱点料理：パスタを使った料理
- ユニットボーナス：メロン記念日

斉藤瞳
- 利き手：右持ち
- 弱点料理：ロールキャベツ
- ユニットボーナス：メロン記念日

大谷雅恵
- 利き手：左持ち
- 弱点料理：にぎり寿司
- ユニットボーナス：メロン記念日

柴田あゆみ
- 利き手：左持ち
- 弱点料理：どんぶり料理
- ユニットボーナス：メロン記念日

北上アミ
- 利き手：右持ち
- 弱点料理：サラダ料理
- ユニットボーナス：シェキドル

大木衣吹
- 利き手：左持ち
- 弱点料理：ステーキ料理
- ユニットボーナス：シェキドル

前田有紀
- 利き手：左持ち
- 弱点料理：ステーキ料理冷やし中華

### 収録マップ
第1面：ちょこっとパーク
遊園地のアトラクションを連想させるステージ
- 総マス数：27・分岐なし
- 所持金：5000G
- 給料：3000G

第2面：渚のダンスサイト
夏の海、白い砂、気分はリゾート的なステージ
- 総マス数：47・分岐あり
- 所持金：5000G
- 給料：5000G

第3面：サマーナイトタウン
高額レシピが勝利を左右するバトルステージ
- 総マス数：34・分岐なし
- 所持金：5000G
- 給料：5000G

第4面：娘。離宮
中央一直線の妖精の橋で熾烈な攻防が繰り広げられるステージ
- 総マス数：44・分岐なし
- 所持金：7000G
- 給料：7000G